# Plusiophaes apicalis
Plusiophaes apicalis là một loài bướm đêm trong họ Noctuidae.